# Campeonato Mundial de Patinação Artística no Gelo de 1896
O Campeonato Mundial de Patinação Artística no Gelo de 1896  foi a primeira edição do Campeonato Mundial de Patinação Artística no Gelo, um evento anual de patinação artística no gelo organizado pela União Internacional de Patinação (em inglês:  International Skating Union) onde os patinadores artísticos competem pelo título de campeão mundial. A competição foi disputada no dia 9 de fevereiro na cidade de São Petersburgo, Rússia.

## Eventos
- Individual masculino

## Medalhistas
| Evento                        | Ouro                     | Prata                  | Bronze                 |
| Individual masculino detalhes | Gilbert Fuchs · Alemanha | Gustav Hügel · Áustria | Georg Sanders · Rússia |

## Resultados

### Individual masculino
| Pos.              | Nome             | Nacionalidade |
| ----------------- | ---------------- | ------------- |
| Medalha de ouro   | Gilbert Fuchs    | Alemanha      |
| Medalha de prata  | Gustav Hügel     | Áustria       |
| Medalha de bronze | Georg Sanders    | Rússia        |
| 4                 | Nicolai Poduskov | Rússia        |

## Quadro de medalhas
| Ordem | País     | Medalha de ouro | Medalha de prata | Medalha de bronze |   | Ordem por total |
| ----- | -------- | --------------- | ---------------- | ----------------- | - | --------------- |
| 1     | Alemanha | 1               |                  |                   | 1 | 1               |
| 2     | Áustria  |                 | 1                |                   | 1 | 1               |
| 3     | Rússia   |                 |                  | 1                 | 1 | 1               |
| TOTAL | TOTAL    | 1               | 1                | 1                 | 3 | —               |